# Guram Pherselidze
Guram Pherselidze –en georgiano: გურამ ფერსელიძე– (Jelvachauri, 16 de octubre de 1985) es un deportista georgiano que compite en lucha grecorromana. Ganó una medalla de bronce en el Campeonato Europeo de Lucha de 2013, en la categoría de 120 kg.
Participó en los Juegos Olímpicos de Londres 2012, ocupando el quinto lugar en la categoría de 120 kg.

## Palmarés internacional
| Campeonato Europeo | Campeonato Europeo | Campeonato Europeo | Campeonato Europeo |
| Año                | Lugar              | Medalla            | Categoría          |
| ------------------ | ------------------ | ------------------ | ------------------ |
| 2013               | Tiflis (Georgia)   | Medalla de bronce  | 120 kg             |